# Vincent van der Valk
 (février 2019).
Si vous disposez d'ouvrages ou d'articles de référence ou si vous connaissez des sites web de qualité traitant du thème abordé ici, merci de compléter l'article en donnant les références utiles à sa vérifiabilité et en les liant à la section « Notes et références ».
Vincent van der Valk, né en 1985 à Amsterdam,, est un acteur et scénariste néerlandais.

## Biographie
Pendant un an, il étudia au Circle in the Square Theatre de New York puis en 2010, il entra à l'Académie de théâtre de Maastricht.
Il eut ensuite des engagements avec le NTGent (nl), le Toneelgroep Oostpool (nl), le Toneelgroep Maastricht (nl), Theater Utrecht (nl), le Ro Theater (nl) et le Toneelschuur (nl)

## Filmographie

### Acteur

#### Cinéma et téléfilms
- 2011 : Rembrandt en ik (nl) : Le serviteur Huygens
- 2011 : Flikken Maastricht : Frens van Wijk
- 2011 : Anatole : L'homme condamné
- 2012 : Moordvrouw : Olivier Postma
- 2012 : Van God Los (nl) : Oscar Reuding
- 2012 : Over : Thomas
- 2013 : Sky High : Mads
- 2014 : Ramses (nl) : Carel, le pianiste
- 2014 : Johan: logisch is anders (nl) : Brinkers
- 2014 : Bureau Raampoort (nl) : Harry Schaar
- 2015 : Gluckauf : Jeffrey Frissen
- 2017 : TreurTeeVee (nl) : L'homme au camp populaire
- 2017-2018 : Klem (nl) : Wally Schmidt
- 2018 : Flikken Rotterdam (nl) : Karl van Driel
- 2018 : Suspects (nl) : Joris Kruiswijk
- 2019 : Nocturne : Alex

### Scénariste
- 2018 : Fenix (nl)